# Rock gegen Überfremdung
Eine als Rock gegen Überfremdung betitelte Musikveranstaltung von Neonazis fand jeweils in den Jahren 2016, 2017 und 2018 in Thüringen statt.
Beim ersten Konzert in Kirchheim im Jahr 2016 nahmen rund 500 Personen teil.
Die als „politische Versammlung“ (Demonstration) deklarierte Veranstaltung in Themar im Jahr 2017 hatte 6000 Teilnehmer der rechtsextremen Szene. Bei der europaweit in der einschlägigen Szene beworbenen Veranstaltung handelte es sich um das größte Rechtsrockkonzert des Jahres 2017. Die Veranstaltung geriet vermehrt in die Schlagzeilen, unter anderem weil der AfD-Lokalpolitiker Bodo Dressel ein Grundstück für die Veranstaltung zur Verfügung stellte, was wiederum im Vorfeld zum Austritt der stellvertretenden Vorsitzenden der AfD Thüringen Steffi Brönner führte. Der Thüringer Ministerpräsident Bodo Ramelow forderte nach dem Konzert in Themar eine Verschärfung des Versammlungsrechts, um derlei Konzertveranstaltungen effektiver verbieten zu können.
Die Veranstaltung im Jahr 2018 fand nach Schwierigkeiten mit der Platzwahl auf dem Marktplatz in Apolda statt. Sie hatte rund 700 Teilnehmer und wurde wegen Angriffen auf die Polizei nach rund einer Stunde durch den Veranstalter abgebrochen.

## Hintergrund und Entwicklung
Anmelder der Veranstaltung „Rock gegen Überfremdung“ 2017 war der NPD-Politiker Tommy Frenck. Organisatorisch wurden die Konzerte 2016 und 2017 unter anderem von der Gruppierung „Turonen / Garde 20“ getragen.

## Gelände und Konzerte

### Konzert 2016
„Rock gegen Überfremdung“ fand 2016 mit knapp 500 Neonazis in Kirchheim im Ilm-Kreis statt.
Bei der Veranstaltung 2016 traten Matthias Fiedler von der NPD Thüringen, der „Gebietsleiter Thüringen“ der „Europäischen Aktion“ Axel Schlimper, Robert Köcher von der „Thügida“, Nico Metze von den Hammerskins und Michael Zeise, „Der III. Weg“ und Freier Aktivist, als Redner auf.
Es spielten die Rechtsrockbands „Die Lunikoff Verschwörung“, „TreueOrden“, „Uwocaust“, „Tätervolk“ und „Frontfeuer“.

### Konzert 2017
Themar, wo das Konzert „Rock gegen Überfremdung II“ stattfand, ist eine 3000-Einwohner-Stadt in einer eher ländlichen Region im Kreis Hildburghausen im Süden Thüringens.
Das Landratsamt Hildburghausen als Genehmigungsbehörde hatte das Konzert nicht als Versammlung gewertet und die Anmeldung nicht abschließend behandelt. Bekannt war im Vorfeld, dass für die „politische Versammlung“ Eintrittsgelder erhoben werden. Gegen die Weigerung des Landratsamtes Hildburghausen klagten die Veranstalter in einem Eilverfahren. Schließlich gebe es zwischen den Bands auch Wortbeiträge. Sie bekamen beim Verwaltungsgericht Meiningen Recht.
Eine Beschwerde des Landratsamtes gegen die Entscheidung des Verwaltungsgerichtes vor dem Oberverwaltungsgericht Weimar scheiterte.
Das Grundstück für die rechtsextremistische Veranstaltung stellte 2017 der AfD-Lokalpolitiker Bodo Dressel zur Verfügung. Dressel ist Bürgermeister der Gemeinde Grimmelshausen.
Für das Konzert 2017 wurde europaweit in der Rechten Szene geworben. 6000 Personen nahmen am 15. Juli 2017 an der Veranstaltung teil.
Dass Dressel das Grundstück zur Verfügung stellte, veranlasste Anfang Juli 2017, knapp zwei Wochen vor dem Konzert, die stellvertretende Vorsitzende der AfD Thüringen, Steffi Brönner, zum Rücktritt. Brönner warf ihrem Landesverband rechtsextremes Gedankengut und die Besetzung zentraler Stellen mit bekannten Rechtsextremen vor.
Die AfD distanzierte sich von Dressels Aktion; um einem Ausschlussverfahren zuvorzukommen, trat er aus der Partei aus.
Zu den Rednern auf der Veranstaltung gehörten bekannte Neonazis, wie der frühere NPD-Vorsitzende Günter Deckert, „Die Rechte“-Aktivist und Kameradschaftler Sascha Krolzig und „Thügida“-Sprecher David Köckert sowie Denis Nikitin aus Russland. Nikitin ist der Kopf der Kampfsportgemeinschaft „White Rex“, die neonazistische Aktivisten im In- und Ausland in Kampftechniken ausbildet.
Von 12 Uhr mittags bis 1 Uhr nachts spielten die rechtsextremen Bands „Stahlgewitter“, „Die Lunikoff Verschwörung“, „Sleipnir“, „TreueOrden“, „Blutzeugen“, „Flak“ und „Uwocaust“.
Die Polizei war mit 1000 Beamten der Bereitschaftspolizei, mehreren Hundertschaften der Landespolizei sowie Unterstützung aus sechs weiteren Bundesländern im Einsatz.
Gegen 46 Teilnehmer des Neonazi-Konzerts wurden nach Angaben der Polizei Thüringen Strafanzeigen erstattet, unter anderem wegen Körperverletzung, Verstoßes gegen das Waffengesetz, Bedrohung, Beleidigung, Sachbeschädigung und Verwendens von Kennzeichen verfassungswidriger Organisationen. Drei Personen wurden in Gewahrsam genommen, es kam zu 440 Identitätsfeststellungen.
Um steuerfreie Einnahmen zu erhalten, wurden die 35 Euro Eintritt als Spende deklariert. Bei 6000 Besuchern ergaben sich 200.000 Euro Einnahmen. Die Kriterien für Spenden wurden jedoch gemäß einem Experten nicht erfüllt, weil der Veranstalter nicht selbstlos war, es Einlasskontrollen gab, die Zahlung also nicht freiwillig war und zudem nicht ohne Gegenleistung erfolgte.
Für den 29. Juli 2017 fand in Themar ein vom Neonazi Patrick Schröder, dem Betreiber des rechtsextremen Medienportals FSN, für 750 Teilnehmer angemeldetes Konzert unter dem Titel Rock für Identität statt, gegen das der Landkreis Hildburghausen nicht klagte, jedoch Auflagen machen wollte. Zum Konzert kamen rund 1.000 Besucher.

### Konzert 2018
Nach mehreren gescheiterten Versuchen, einen Veranstaltungsort zu finden, fand das wieder als politische Veranstaltung angekündigte Konzert am 6. Oktober 2018 in Apolda statt. Das für den 5. Oktober geplante Vorkonzert in Magdala scheiterte, weil der Zugang zum Gelände gerichtlich untersagt wurde. Als "Musikbeiträge" wurden unter anderem die Bands Die Lunikoff Verschwörung, Stahlgewitter und Gigi & Die Braunen Stadtmusikanten sowie der Liedermacher Barny angekündigt. Die Veranstaltung wurde wegen massiver Angriffe gegen die Polizei vom Veranstalter, der damit einer Auflösung durch die Polizei zuvorkam, vorzeitig aufgelöst.

## Gegendemonstrationen
Mehrere Hundert Menschen demonstrierten gegen die Neonazi-Veranstaltung im Jahr 2017. Insgesamt waren neun Veranstaltungen im Vorfeld angemeldet worden. Die Stadt veranstaltete ein Bürgerfest auf dem Marktplatz.
Ein Bürgerbündnis rief zum Protest gegen das Konzert im Jahr 2018 auf. Diesem Aufruf folgten circa 700 Menschen.

## Reaktionen
„Da kann man ganz schön traurig und hilflos werden, wenn man sieht, dass sie – getarnt als Demonstration – ein riesiges Rechtsrockfestival abgehalten haben“, sagte der Ministerpräsident von Thüringen Bodo Ramelow (Die Linke) nach dem Konzert 2017. Die Veranstalter hätten mit dem als „politische Versammlung“ angemeldeten Konzert Geld für ihr Netzwerk verdient und die Kosten auf den Staat abgewälzt. Ramelow forderte, das Versammlungsrecht zu beschränken, um derartige Neonazi-Konzerte künftig einfacher verbieten zu können.